# Humble Oil

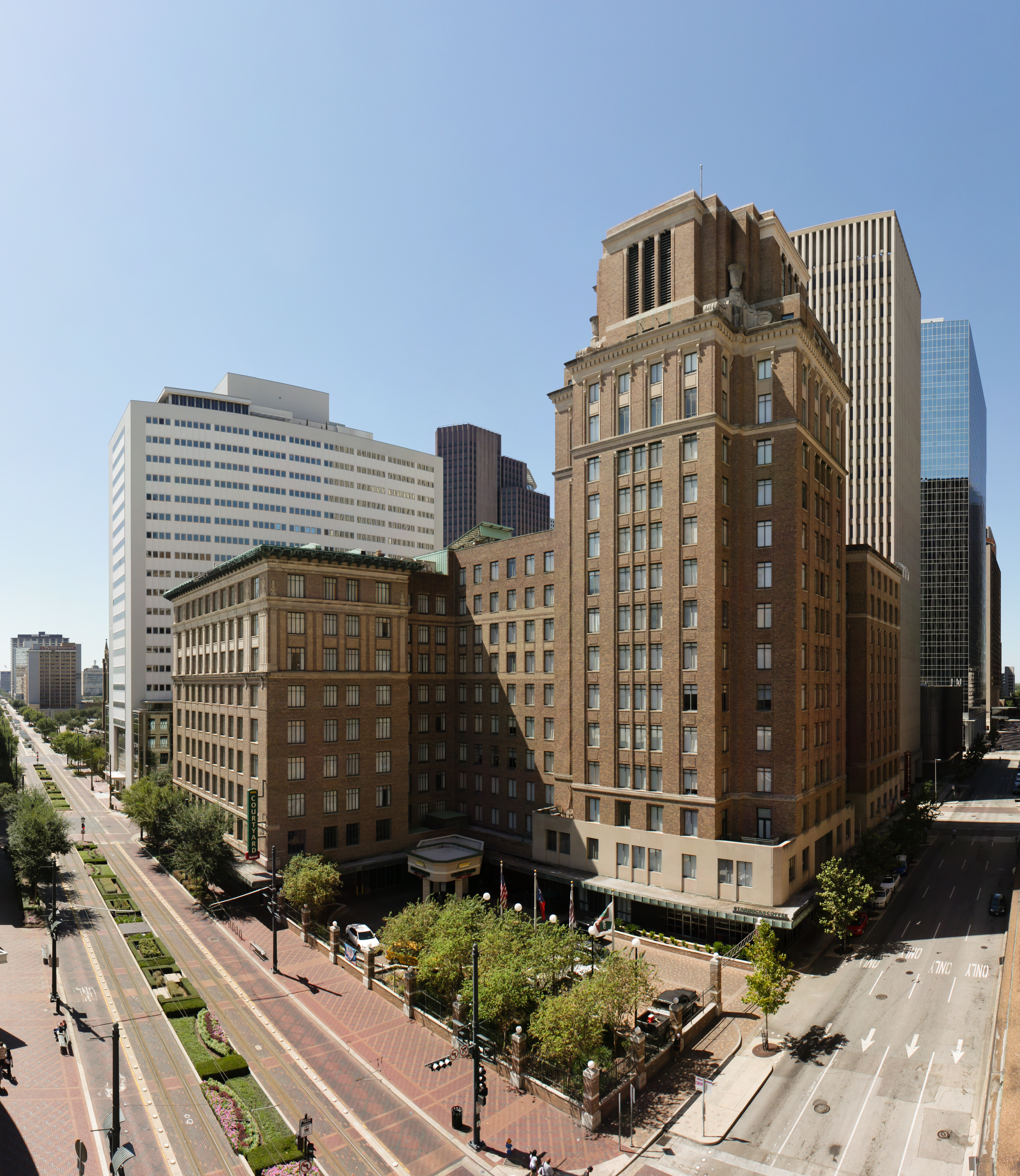

Humble Oil and Refining Co. est une compagnie pétrolière américaine, fondée en 1911 à Humble au Texas. En septembre 1959, l'entreprise est rachetée par la Standard Oil of New Jersey et, en 1973, elle fusionne avec sa société mère pour devenir Exxon Corporation.